# ⑬ 컬러풀 캐릭터
⑬ 컬러풀 캐릭터(⑬カラフルキャラクター じゅうさんカラフルキャラクター[*])는 2012년 9월 12일에 발매된 모닝구무스메의 열세 번째 정규 앨범이다.

## 개요
- 10기 멤버(이이쿠보 하루나, 이시다 아유미, 사토 마사키, 쿠도 하루카)의 첫 참가 앨범이다.

## 수록곡

### CD
1. One・Two・Three
작사, 작곡 : 층쿠 / 편곡 : 오오쿠보 카오루
2. What's Up? 愛はどうなのよ～
작사, 작곡 : 층쿠 / 랩 작사 : U.M.E.D.Y. / 편곡 : 히라타 쇼이치로
3. Be Alive
작사, 작곡 : 층쿠 / 편곡 : 오오쿠보 카오루
4. ラララのピピピ (노래 : 미치시게 사유미)
작사, 작곡 : 층쿠 / 편곡 : 오오쿠보 카오루
5. ドッカ～ン カプリッチオ
작사, 작곡 : 층쿠 / 편곡 : 오오쿠보 카오루
6. The 摩天楼ショー
작사, 작곡 : 층쿠 / 편곡 : 스즈키 유키나리
7. ゼロから始まる青春
작사, 작곡 : 층쿠 / 편곡 : AKIRA
8. 恋愛ハンター
작사, 작곡 : 층쿠 / 편곡 : 히라타 쇼이치로
9. 地球が泣いている
작사, 작곡 : 층쿠 / 편곡 : 히라타 쇼이치로
10. 涙一滴 (노래 : 다나카 레이나)
작사, 작곡 : 층쿠 / 편곡 : 에가미 코타로
11. 笑って!YOU (노래 : 후쿠무라 미즈키, 이쿠타 에리나, 사야시 리호, 스즈키 카논, 이이쿠보 하루나, 이시다 아유미, 사토 마사키, 쿠도 하루카)
작사, 작곡 : 층쿠 / 편곡 : 스즈키 유키나리
12. ピョコピョコ ウルトラ
작사, 작곡 : 층쿠 / 편곡 : 히라타 쇼이치로

## 차트
- 주간최고순위 6위 (오리콘 차트)